# سیارک ۷۱۴۶
سیارک ۷۱۴۶ (به انگلیسی: 7146 Konradin، نامگذاری:3034P-L) هفت هزار و صد و چهل و ششمین سیارک کشف شده‌است که در ۲۴ سپتامبر ۱۹۶۰ کشف شد.
قدر مطلق سیارک برابر ۱۲٫۹۰ است.